# آرامگاه و قبرستان پیروالی
بقعه و قبرستان پیروالی مربوط به سده‌های متاخر دوران‌های تاریخی پس از اسلام است و در شهرستان اندیمشک، بخش الوار گرمسیری، دهستان مازو، روستای چین روزه واقع شده و این اثر در تاریخ ۱۵ اسفند ۱۳۸۵ با شمارهٔ ثبت ۱۷۹۹۹ به‌عنوان یکی از آثار ملی ایران به ثبت رسیده است.